# Paula Gans

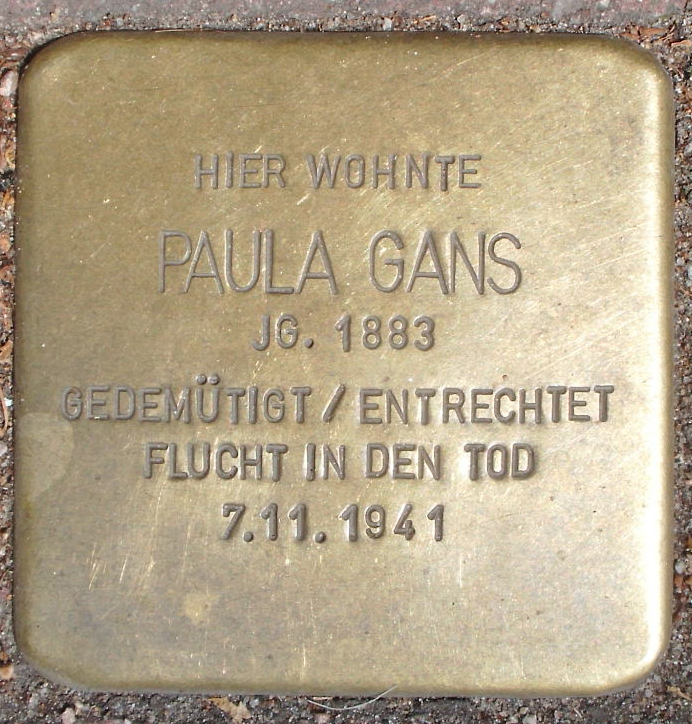
Nápis na pamětní desce: Zde žila Paula Gans.Narozena v roce 1883.Zbavená práva na život, uchýlila se k smrti dne 7. listopadu 1941

Paula Gans (9. května 1883 Hronov, Rakousko-Uhersko – 7. listopadu 1941 Hamburk, Německo) byla česká malířka zátiší, portrétů a aktů.

## Životopis
Paula Gans se narodila jako dcera Ignaze Ganse a jeho manželky Johanny v českém městě Hronov dne 9. května 1883. O jejím dětství a mládí není nic známo. Gans složila státní zkoušku z anglického jazyka ve Vídni. V roce 1920 emigrovala se svým starším bratrem Richardem do Hamburku. Sourozenci žili společně v domě, který si Richard koupil již dříve. Brzy po svém příchodu se spřátelila s malířkou Herthou Spielbergovou a sdílela s ní ateliér v Curiohausu na ulici Rothenbaumchaussee 15. Prostřednictvím Spielbergové poznala Gansová další hamburské umělce, včetně malířky Gertrud Schaeffer a fotografky Charlotte Rudolph; obě dočasně pracovaly ve studiu v Rothenbaumchaussee.
V roce 1932 Gansová a Spielbergová cestovaly společně do Paříže a jižní Francie. Na začátku 30. let pracovala Gansová také jako portrétistka. Mimo jiné namalovala klavíristu Wilhelma Barga a Gertrudu Schaeffer.
Její krajiny, akty a zátiší ukazují silný vliv francouzských impresionistů. Její nejznámější dílo Modlitba během Svátku stánků vzniklo v roce 1920. Je to jediný odkaz na její židovský původ v její umělecké tvorbě. Dnes je obraz vystaven v muzeu v Hamburku.

## Perzekuce
Pro židovku jako byla Paula Gans byl tehdy život v Hamburku velmi těžký. Neměla přístup ke svému majetku, její účty byly zmrazeny. Hamburgische Künstlerschaft ovládli národními socialisté a Paula Gans byla v dubnu 1933 z umělecké společnosti vyloučena. Gansová byla sice stále československou občankou, ale se zřízením Protektorátu Čechy a Morava ji to už nemohlo ochránit.
V listopadu 1941 obdrželi Paula a Richard Gansovi příkaz k deportaci do ghetta v Minsku. Deportace byla plánována na 8. listopadu. Den předtím, 7. listopadu 1941, si Paula Gans vzala život. Její bratr zahynul v Minsku ve stejném roce. Jako připomenutí holokaustu a smrti Pauly a jejího bratra byly před jejich bývalým domem umístěny dva kameny zmizelých.
Většina jejích děl byla objevena až v roce 1977 na panství Herthy Spielberg.

## Galerie

Akt před zelenou a modrou látkou, olej na plátně
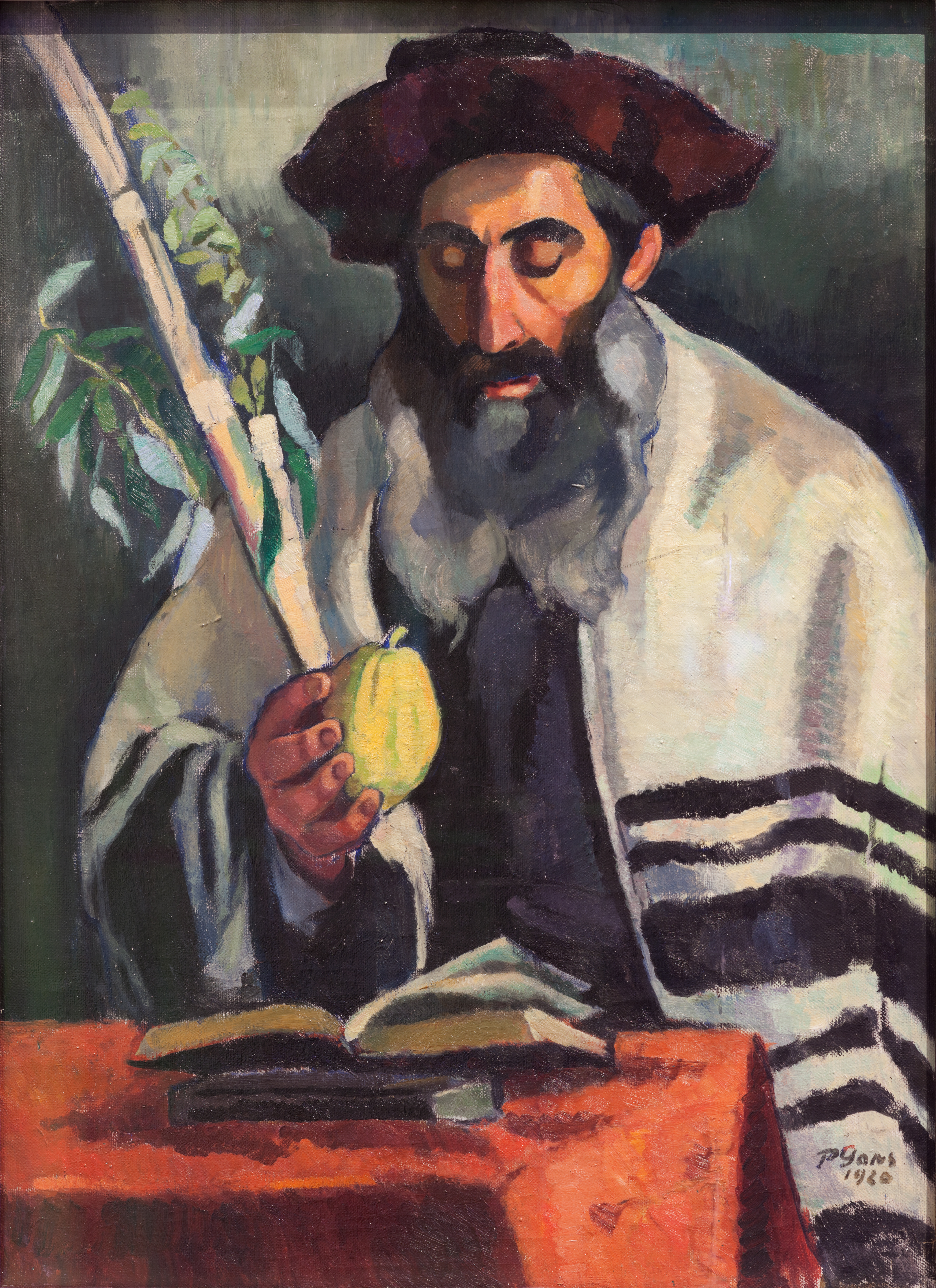
Modlitba během Svátku stánků, olej na plátně, 1920
Jiřiny ve váze, olej na kartonu
Žena s korálovým náhrdelníkem, olej na plátně
Portrét dámy, olej na plátně, 1930
Portrét jejího bratra Richarda (1877-1941), olej na plátně
Arma di Taggia, Akvarel, barevná pastelka a štětec inkoustem na papíře, 1936
Bavorská krajina, olej na plátně
Stojící nahá, olej na plátně